# Anders Wilhelmson
Se även journalisten Anders Wilhelmson (född 1929).
Anders Wilhelmson, född 3 oktober 1955 i Bofors, är en svensk arkitekt och professor. Han representerade Sverige 1996 och 2006 på Venedigbiennalen och presenterades 2004 på internationella avdelningen av biennalen. Han har varit vice ordförande i Svenska Arkitekters Riksförbund (SAR).
Anders Wilhelmsson utbildade sig till arkitekt på Chalmers tekniska högskola i Göteborg, med examen 1979. Han startade en egen arkitektbyrå 1985, sedan 1989 Wilhelmson Arkitekter. Han har varit lärare vid Det Kongelige Danske Kunstakademiets Arkitektskole i Köpenhamn och professor vid Konsthögskolan i Stockholm 1996-2006 och vid Kungliga Tekniska Högskolan i Stockholm sedan 2008. 
Anders Wilhelmson har, tillsammans med Mikael Hedenqvist, Björn Vinnerås, Annika Nordin, Camilla Wirséen och Peter Thuvander startat företaget Peepoople och konstruerat en engångstoalett för att på ett miljövänligt sätt ta hand om mänskligt exkrement som är representerad vid Nationalmuseum. 
Han blev ledamot av Konstakademin 2002. 

## Verk i urval
- Stockholm 2030 är en visionär stadsplan för Stockholm. Förslaget löser stadens behov av bostäder genom 500 slanka 55 våningar höga torn, fördelade i innerstaden.[källa behövs]
- Stadsplan för Kiruna. Staden måste flyttas på grund av malmbrytningen i Kirunavaaragruvan som sträcker sig diagonalt ner under staden. Planen är antagen av Kiruna Kommun.[källa behövs]

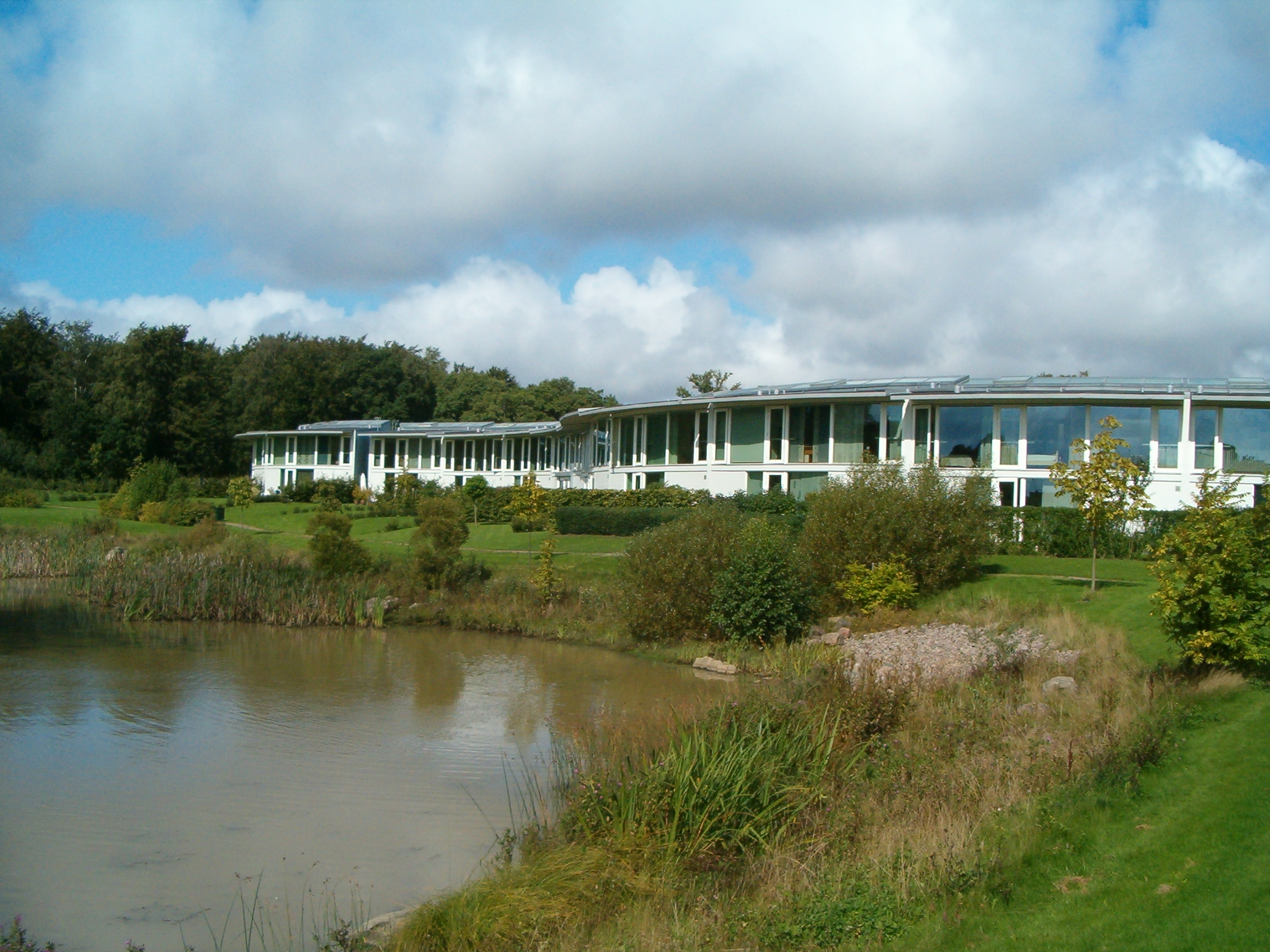
Eos, Mariastaden, Helsingborg (2002).

- Eos, bostadskvarter utanför Helsingborg. Kvarteret är organiserat som en slinga av bostäder som böljar runt ett gårdrum.[källa behövs]
- Ringtorpsplatsen är ett förslag till ett nio våningar högt bostadshus i Helsingborg i platsgjuten betong. Runda fönster stabliserar konstruktionen och minimerar deformationen som uppstår då betongen härdar. Projektet representerade Sverige vid Venedigs internationella arkitekturbiennal 2004.[källa behövs]
- Capella Ciula Canepina är ett litet mausoleum. Klienten önskade ett intryck av det nordiska midnattljuset. Byggnaden har belönats för bästa religiösa byggnad av IFRAA (Interfait Forum on Religion Art and Architecutre) 1992.[källa behövs]

## Byggnader och projekt i urval
- Pålsjö. Flerfamiljhus i norra Helsingborg för HSB i Nordvästra Skåne, 2008
- Anne Frank och Jag. Utställning för Forum för Levande Historia i Stockholm, 2007
- Uppenbar(a)t, Kulturhuset, Stockholm, 2006 – 2007
- Fittja, Bostäder. parallellt uppdrag Botkyrka, 2006
- Sune Johnson meets Walker Evans, Utställning Kulturhuset, Stockholm, 2006
- 13K Modegalleria, Helsingborg, 2005-
- Gångsätra, Lidingö 2005-
- Reflektion, Helsingborgs hamn, 2005
- Maria Sofia, Bostäder Helsingborg, 2004
- 8x8, Stadsplan, Åstafältet, Stockholm, 2004
- Ringtorpsplatsen, Bostadshus, Helsingborg, 2002-
- Eos bostäder, Helsingborg, 2000
- Lada för jordbruksmaskiner, Nordhorsfjord, Norge, 1998
- Kapell för nunnorna av St Birgida, Farfa, Rieti, Italien, 1990
- Farfa Hem för St Birgida nunnor, Rieti, Italien, 1990
- Televerket Radio huvudkontor, Stockholm, 1990
- Villa Gustavsson, Stockholm, 1989
- Ciula kapell, Canepina, Italien, 1989 – 1992
- Virta Showroom, Basel, Schweiz, 1989 – 1991

## Priser och utställningar
- Cities. architecture and society, Tionde Internationella Arkitekturbiennalen, Venedig, Italien, 2006
- Metamorph, Nionde Internationella Arkitekturbiennalen, Venedig, Italien, 2004
- Core Design Grand Prix, 2002
- Wilhelmson, Separat utställning, Arkitekskolan i Venedig, Italien, 2000
- Mottagare av Det Svenska Arkitektur och Designpriset, Stockholm, Sverige, 2000
- Northern Factor, New Generation of the North, Sjätte Internationella Arkitekturbiennalen, Venedig, Italien, 1996
- Capella Ciula, Best Religious building award, AIA, 1992